# 80. Infanterie-Brigade (Deutsches Kaiserreich)
Die 80. Infanterie-Brigade war ein von 1897 bis 1919 bestehender Großverband der Preußischen Armee.

## Geschichte
Die Brigade wurde zum 1. April 1897 in Trier errichtet, war vorläufig aber noch in Köln stationiert. Ihr waren die Infanterie-Regimenter Nr. 160 und 161 unterstellt. Gemeinsam mit der 31. und 32. Infanterie- sowie der 16. Kavallerie-Brigade bildete sie die 16. Division des VIII. Armee-Korps.
Zum 1. Oktober 1912 verlegte der Brigadestab nach Bonn und trat unter das Kommando der 15. Division. Zu diesem Zeitpunkt schied das 10. Rheinische Infanterie-Regiment Nr. 161 aus dem Brigadeverband und wurde durch das 5. Rheinische Infanterie-Regiment Nr. 65 ersetzt.

### Erster Weltkrieg
Zu Beginn des Ersten Weltkriegs wurde die Brigade im Verbund mit der übergeordneten 15. Infanterie-Division an der Westfront eingesetzt, wo sie ab Anfang September 1916 durch das neuaufgestellte Infanterie-Regiment Nr. 389 verstärkt wurde. Von November 1916 bis Mitte April 1917 war die Brigade an der Ostfront eingesetzt und kehrte dann an die Westfront zurück, wo sie bis zum Kriegsende an den schweren Kämpfen beteiligt war.

### Kommandeure
| Dienstgrad         | Name                                 | Datum                                                       |
| ------------------ | ------------------------------------ | ----------------------------------------------------------- |
| Generalmajor       | Max Steinmann                        | 22. März 1897 bis 14. Juni 1899                             |
| Oberst             | Walter Roedenbeck                    | 22. Mai bis 14. Juni 1899 (zur Vertretung kommandiert)      |
| Generalmajor       | Walter Roedenbeck                    | 15. Juni 1899 bis 21. April 1902                            |
| Generalmajor       | Kraft von Heugel                     | 22. April 1902 bis 23. April 1904                           |
|                    | Otto Kügler                          | 24. April 1904 bis 23. Januar 1907                          |
|                    | Karl Hanesse                         | 24. Januar 1907 bis 23. März 1909                           |
|                    | Ferdinand von Schlutterbach          | 24. März 1909 bis 15. Juni 1910                             |
|                    | Emil von Bötticher                   | 16. Juni 1910 bis 18. Juli 1911                             |
| Würt. Generalmajor | Adolf von Wencher                    | 19. Juli 1911 bis 21. März 1914                             |
| Oberst             | Josef Raitz von Frentz               | 22. März bis 21. April 1914                                 |
| Generalmajor       | Josef Raitz von Frentz               | 22. April bis 20. Oktober 1914 (mit der Führung beauftragt) |
|                    | Paul von der Heyde                   | 21. Oktober 1914 bis 5. Juli 1915                           |
|                    | Gustav von Waldersee                 | 06. Juli 1915 bis 1916                                      |
|                    | Konrad Dumrath                       | 1916 bis 19. September 1916 (Vertretung)                    |
|                    | Paul Hucke                           | 20. September 1916 bis 20. Januar 1918                      |
|                    | Norbert Wilhelm Martin Maria Tilmann | 21. Januar bis 17. Juli 1918                                |
|                    | Karl Felsch                          | 18. Juli bis Oktober 1918                                   |
|                    | Erwin Voigt                          | Oktober 1918 bis Kriegsende                                 |
|                    | Paul von der Heyde                   | 1. Februar bis 22. November 1919 (Auflösung)                |